# Dee Rees
Dee Rees (Nashville, 7 februari 1977) is een Amerikaanse filmregisseuse en scenarioschrijfster.

## Carrière
Dee Rees werd in 1977 geboren in Nashville (Tennessee) en studeerde af aan de filmschool van New York University. In 2008 regisseerde ze met Eventual Salvation een documentaire over haar 80-jarige grootmoeder Amma die na de Eerste Liberiaanse Burgeroorlog naar Monrovia (Liberia) terugkeert om er haar huis en gemeenschap herop te bouwen.
In 2007 maakte Rees samen met cameraman Bradford Young de korte film Pariah. Vier jaar later vormde Rees, die zelf openlijk lesbisch is, het semi-autobiografische verhaal om tot een langspeelfilm. Pariah (2011) gooide hoge ogen op het Sundance Film Festival en werd opgepikt door distributeur Focus Features.
In 2015 regisseerde ze de HBO-film Bessie. De film over blueszangeres Bessie Smith won de Emmy Award voor beste tv-film en leverde hoofdrolspeelster Queen Latifah onder meer een Golden Globe-nominatie op. Twee jaar later verfilmde Rees met Mudbound (2017) de debuutroman van schrijfster Hillary Jordan.

## Filmografie
- Eventual Salvation (2008) (docu)
- Pariah (2011)
- Bessie (2008) (tv-film)
- Mudbound (2017)
- The Last Thing He Wanted (2020)